# Triandrophyllum durum
Triandrophyllum durum là một loài rêu tản trong họ Herbertaceae. Loài này được (Stephani) Fulford & Hatcher miêu tả khoa học lần đầu tiên năm 1958.